# Giro delle Fiandre 1945
Il Giro delle Fiandre 1945, ventinovesima edizione della corsa, fu disputato il 10 giugno 1945, per un percorso totale di 222 km. Fu vinto dal belga Sylvain Grysolle, al traguardo con il tempo di 6h21'00", alla media di 34,960 km/h, davanti ai connazionali Albert Sercu e Joseph Moerenhout.
I ciclisti che partirono da Gand furono 91; coloro che tagliarono il traguardo a Wetteren furono 31 (29 belgi, 1 francese e 1 olandese).

## Ordine d'arrivo (Top 10)
| Pos. | Corridore                 | Squadra        | Tempo    |
| ---- | ------------------------- | -------------- | -------- |
| 1    | Sylvain Grysolle          | -              | 6h21'00" |
| 2    | Albert Sercu              | Dilecta-Wolber | a 15"    |
| 3    | Joseph Moerenhout         | Dilecta-Wolber | s.t.     |
| 4    | Martin van den Broeck     | -              | s.t.     |
| 5    | Arthur Mommerency         | -              | s.t.     |
| 6    | Ward van Dijck            | -              | s.t.     |
| 7    | Eugeen Jacobs             | -              | s.t.     |
| 8    | Odiel van den Meersschaut | -              | s.t.     |
| 9    | Robert Van Eenaeme        | -              | s.t.     |
| 10   | Emiel Faignaert           | Groene Leeuw   | s.t.     |